# Bruno Kernen

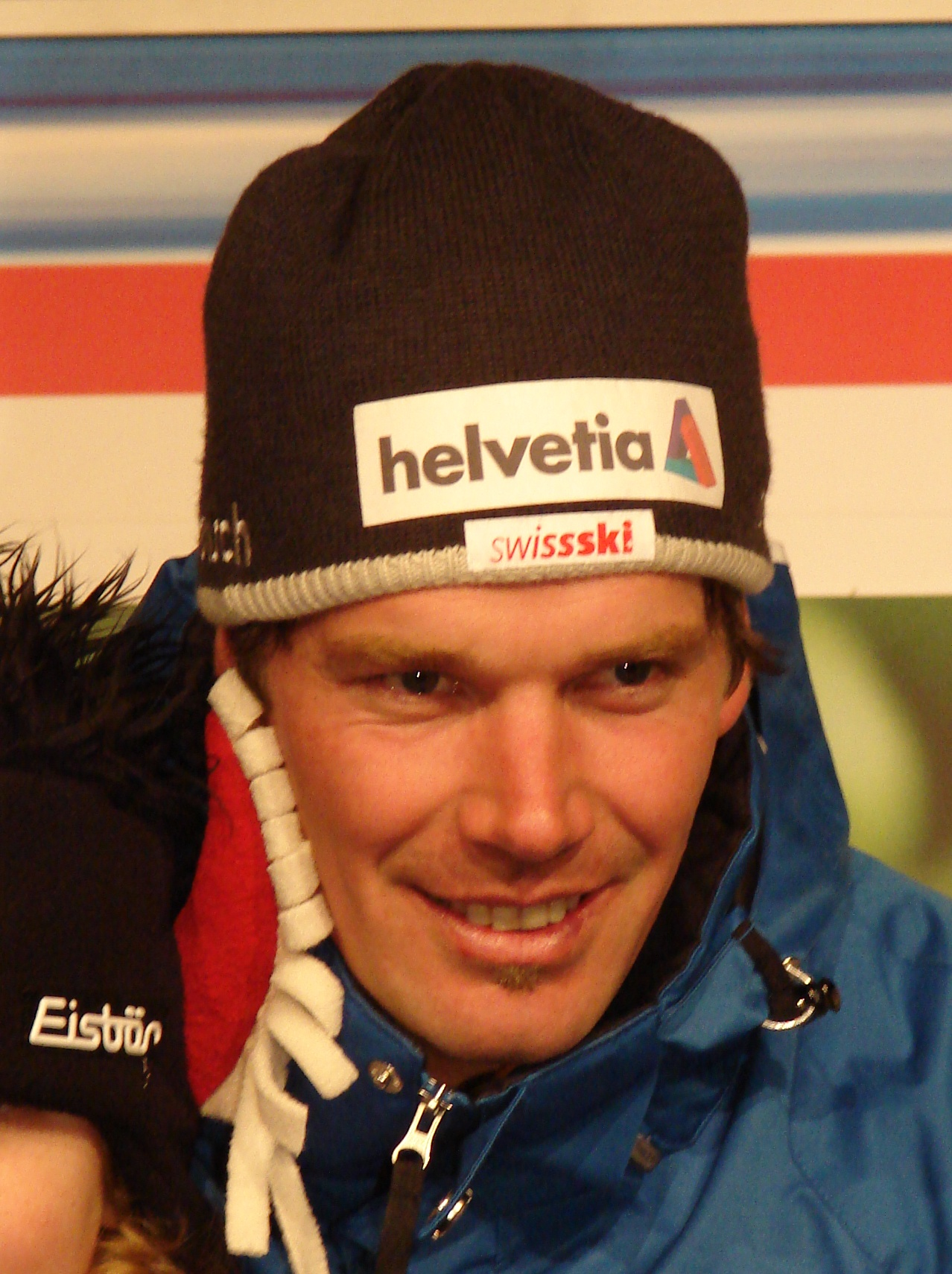
Bruno Kernen (2006)

Bruno Kernen (Thoune, 1 juli 1972) is een voormalige Zwitserse alpineskiër. 
In juli 2007, op 35-jarige leeftijd, kondigde hij het eind van zijn sportcarrière aan.

## Palmares

### Olympische winterspelen
- Turijn (2006)
  - Bronzen medaille in de afdaling

### Wereldkampioenschap
- Sestrières (1997)
  - Gouden medaille in de afdaling
  - Zilveren medaille in de combinatie
- Saint-Moritz (2003)
  - Bronzen medaille in de afdaling
- Are (2007)
  - Bronzen medaille in de super-G